# Chiaiano
Chiaiano è un quartiere di Napoli che insieme ai quartieri di Piscinola e Scampia, costituisce la VIII municipalità di Napoli.
Ha una superficie di 9,67 km² con 23 045 residenti e confina a nord con i comuni di Marano di Napoli e Mugnano di Napoli, a ovest con il quartiere Pianura  e a est con i quartieri Piscinola  e San Carlo all'Arena. Sul territorio del quartiere insiste parte della zona ospedaliera con i complessi ospedalieri del Monaldi, del Cotugno nonché dell'azienda ospedaliera universitaria del Policlinico dell'Università Federico II.
È stato comune autonomo fino al 1926 con la denominazione di "Chiaiano ed Uniti". Il comune di Chiaiano ed Uniti raggruppava i vecchi casali di Chiaiano, Marianella, Polvica e Santa Croce.

## Storia
Il nome costa di una radice, forse dal latino medioevale plagia "pendio", più il suffisso di appartenenza e derivazione -anus. Esempi affini sono Marano deriva da Marius e -anus e Giuliano (poi Giugliano) da Iulius e anus. Si è per questo ipotizzato una derivazione da Caius e -anus, anche se tale ipotesi è improbabile visto la fonologia del napoletano e l'evoluzione del latino in Campania e in tutto il meridione.
Nei cedolari dei duchi di Durazzo e dei viceré spagnoli il luogo è indicato coi nomi Plajanun, Chiaianun e Chiaiana. Nell'evoluzione dal latino al napoletano, infatti, il nesso consonante latino pl- palatalizza e diviene /kj/, come si nota ad esempio in plagia > chiaia "spiaggia", plovere > chiovere "piovere", plus > chiù "più", ecc. Per questo motivo è ipotizzabile un iniziale *Plaianus (la /g/ prima della vocale tonica cade molto spesso) e un successivo *Chiaianu(s).
Secondo altre fonti, il nome deriverebbe da drago e -anus.
Il territorio (in cui sono state ritrovate tracce di insediamenti osci probabilmente risalenti all'VIII secolo a.C.), lontano dal mare e ricoperto da una fitta boscaglia nota come sévera ("selva"), è stato dominato dai Cumani e dai Sanniti, per poi passare, nel 326 a.C., ai Romani. Divenne in seguito un casale della diocesi di Napoli.
Durante l'amministrazione francese di Giuseppe Bonaparte (1806-1808) e Gioacchino Murat (1808-1815), divenne un'entità amministrativa autonoma, status mantenuto anche dopo la restaurazione borbonica e dopo la proclamazione del Regno Delle Due Sicilie (1816); nel 1926, nell'ambito della riorganizzazione delle grandi città voluta dal fascismo, fu aggregato al Comune di Napoli, diventandone una frazione (poi quartiere negli anni ottanta).
Ha conosciuto una profonda urbanizzazione soprattutto a seguito della legge 219/1981, per mezzo della quale furono realizzati agglomerati di edilizia residenziale pubblica per i terremotati del 1980. Nonostante la vicina influenza di quartieri problematici, Chiaiano sembra essere rimasto relativamente immune all'apporto negativo delle varie organizzazioni criminali, specie in confronto con zone di recente urbanizzazione come Scampia.
Il nucleo abitativo più antico del quartiere si poggia su un terreno carsico ricco di caverne e pozzi artesiani per captare le sorgenti di acqua.
Nel 2009 il quartiere si è gemellato con l'isola di Manhattan, grazie ai residenti della Italian Harlem, locata nel quartiere di Little Italy, che attorno agli anni trenta la popolavano. Tra le famiglie che facevano frequentemente ritorno in Italia, una famiglia di Chiaiano (all'epoca ancora attorniata da campagne) iniziò a comprare magliette a mezze maniche e a portarle ai parenti chiaianesi i quali la utilizzavano per lavorare nelle campagne. Chiaiano, quindi, è il probabile fulcro di diffusione delle magliette nel meridione Italico.

### Discarica
La discarica di Chiaiano è un sito di raccolta della frazione secca non riciclabile dei rifiuti solidi urbani in località “cava del Poligono-cupa del Cane” nel quartiere.
Il sito fu interessato da proteste contro la realizzazione di una discarica all'interno di una delle cave di tufo. Nonostante ciò, il Governo Berlusconi IV ha deciso di aprire il sito con il decreto legge approvato durante il soggiorno del Consiglio dei Ministri. Durante le proteste ci sono stati arresti e feriti. L'area interessata alla guerriglia è la zona del quartiere confinante con il comune di Marano di Napoli, nei pressi del presidio anti-discarica.
La discarica è circondata da un bacino di popolazione di circa 250 000 abitanti tra il quartiere e le zone limitrofe, e distante in linea d'aria un centinaio di metri dalla Zona Ospedaliera.
La discarica prevista si trova interamente entro i confini del Parco Metropolitano delle Colline di Napoli, istituito nel 2002 da parte della Regione Campania che ha, allo stato attuale, iniziato alcuni progetti di riqualifica per alcune cave. Il parco in questione ha una grande rilevanza perché costituisce l'ultima fetta di territorio comunale ancora ricoperta da un'area boschiva (la Selva di Chiaiano denominata la Severa sin dall'epoca romana), e sorge in una zona tradizionalmente a vocazione rurale: apicoltura, allevamento di ovini e coltivazione della ciliegia.
Nel 2008 la Regione Campania ha messo a punto un piano per la realizzazione di un parco dei divertimenti nella cava.

## Monumenti e luoghi d'interesse
- Chiesa di San Giovanni Battista (Napoli, Chiaiano), risalente al XVI secolo, conserva recenti affreschi di Francesco Iodice sulla volta, una tela di Agostino Beltrano, un busto ligneo di Nicola Fumo e altre opere d'arte d'interesse.
- Chiesa di San Nicola a Polvica
- Chiesa di Santa Croce a Orsolone, risalente al XVII secolo; al suo interno si segnalano il ritratto funebre di Don Giuseppe Basso e alcuni dipinti sei-settecenteschi.
- Palazzo Lucina, palazzo nobiliare del XVII secolo, dotato di cappella.
- Palazzo Mauri, edificio nobiliare del XVIII secolo, dotato di cappella.
- Villa Marseglia

### Aree naturali
Nel quartiere è presente una zona a prevalente vocazione boschiva detta Selva di Chiaiano: all'interno di essa sono presenti borghi contadini, boschi di castagne ed aree agricole; numerose le cave profonde circa 100 metri, un tempo sfruttate per l'estrazione del tufo, tra l'altro ben visibili nella percorrenza della tratta esterna della metropolitana collinare di Napoli che reca alla stazione di Chiaiano-Marianella e già utilizzate in passato dalle varie famiglie camorristiche locali come discariche illecite per sostanze pericolose provenienti da tutta Italia.

## Infrastrutture e trasporti
Gli assi viari principali di Chiaiano sono la via provinciale Santa Maria a Cubito e via Camillo Guerra. Inoltre da via Giovanni Antonio Campano è disponibile lo svincolo di accesso all'Asse Perimetrale di Melito-Scampia tramite il Raccordo Chiaiano-via Toscanella, dalla quale è poi possibile accedere alla circumvallazione esterna e all'Asse Mediano.

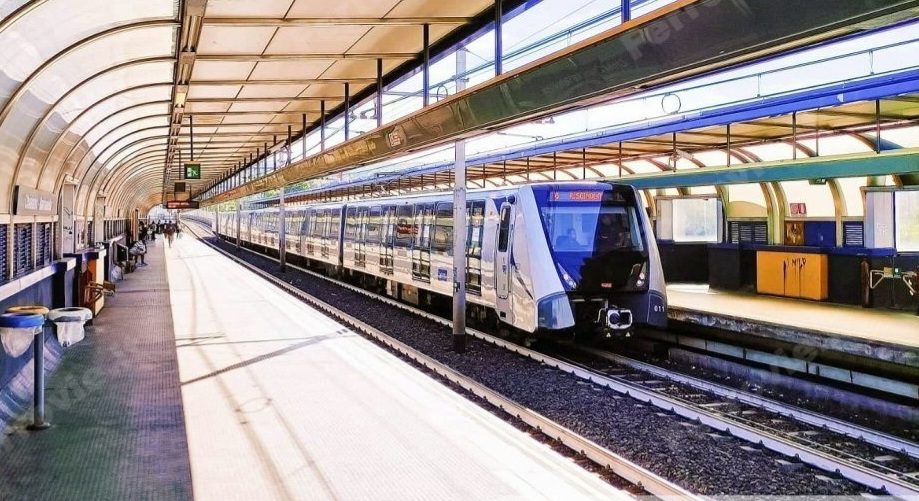
La stazione Chiaiano-Marianella

Il quartiere è servito dalle fermate Chiaiano-Marianella e Frullone-San Rocco della linea 1 della metropolitana di Napoli, nonché dalle autolinee ANM.
Fra il 1900 e il 1960 il collegamento con il centro era svolto mediante le cosiddette tranvie di Capodimonte, e fra il 1913 e il 1976 era altresì presente una stazione lungo la ferrovia Alifana.

## Sport
La squadra di calcio locale è il Plajanum Chiaiano, che partecipa al campionato di Promozione, dopo aver vinto nel 2019 la finale play - off di Prima Categoria. Attualmente non esiste nessuna squadra di calcio che rappresenta il calcio a Chiaiano